# Fricativa sibilante retroflexa sonora
A fricativa sibilante retroflexa sonora é um tipo de som consonantal, usado em algumas línguas faladas. O símbolo no Alfabeto Fonético Internacional que representa este som é ⟨ʐ⟩, e o símbolo X-SAMPA equivalente é z`. Como todas as consoantes retroflexas, o símbolo do AFI é formado pela adição de um gancho apontando para a direita que se estende da parte inferior de um z (a letra usada para a consoante alveolar correspondente).

## Características
- Sua forma de articulação é fricativa sibilante, o que significa que geralmente é produzida canalizando o fluxo de ar ao longo de uma ranhura na parte posterior da língua até o local de articulação, ponto em que é focado contra a borda afiada dos dentes quase cerrados, causando turbulência de alta frequência.
- Seu local de articulação é retroflexo, o que significa prototipicamente que ele está articulado subapical (com a ponta da língua enrolada para cima), mas de forma mais geral, significa que é pós-alveolar sem ser palatalizado.
- Ou seja, além da articulação subapical prototípica, o contato da língua pode ser apical (pontiagudo) ou laminal (plano).
- Sua fonação é sonora, o que significa que as cordas vocais vibram durante a articulação.
- É uma consoante oral, o que significa que o ar só pode escapar pela boca.
- É uma consoante central, o que significa que é produzida direcionando o fluxo de ar ao longo do centro da língua, em vez de para os lados.
- O mecanismo da corrente de ar é pulmonar, o que significa que é articulado empurrando o ar apenas com os pulmões e o diafragma, como na maioria dos sons.

## Ocorrência
| Língua            | Língua                         | Palavra                | AFI                | Significado      | Notas |
| ----------------- | ------------------------------ | ---------------------- | ------------------ | ---------------- | --- |
| Abcaz             | Abcaz                          | абжа                   | [ˈabʐa]            | Metade           | |
| Adigue            | Adigue                         | жъы                    | [ʐ̻ə]ⓘ              | Velho            | Laminal. |
| Chinês            | Mandarim                       | 肉/ròu                 | [ʐoʊ̯˥˩]ⓘ           | Carne            | Também pode ser um aproximante retroflexo [ɻ]. |
| Feroês            | Feroês                         | renn                   | [ʐɛn]              | Correr           | |
| Emiliano-romanhol | Bolonhês                       | chèṡ                   | [ˈkɛːʐ]            | Caso             | Apical; pode ser [z̺] ou [ʒ] no lugar. |
| Sorábio inferior  | Sorábio inferior               | Łužyca                 | [ˈwuʐɨt͡sa]         | Lusácia          | |
| Mapudungun        | Mapudungun                     | rayen                  | [ʐɜˈjën]           | Flor             | Pode ser [ɻ] ou [ɭ] no lugar. |
| Marrithiyel       | Dialeto Marri Tjevin           | [wiˈɲaʐu]              | [wiˈɲaʐu]          | Eles estão rindo | A voz não tem contraste. |
| Pachto            | Dialeto do sul                 | تږى                    | [ˈtəʐai]           | Com sede         | |
| Polonês           | Padrão                         | żona                   | [ˈʐ̻ɔn̪ä]ⓘ           | Esposa           | Também representado ortograficamente por ⟨rz⟩ e quando escrito assim, pode ser pronunciado como o trinado alveolar não sonorante elevado por poucos falantes. É transcrito como /ʒ/ pela maioria dos estudiosos poloneses. |
| Polonês           | Dialetos Cuiavianos do sudeste | zapłacił               | [ʐäˈpwät͡ɕiw]       | Ele pagou        | Alguns alto-falantes. É o resultado da hipercorreção da fusão mais popular de /ʐ/ e /z/ em [z̪]. |
| Polonês           | Dialeto Suwałki                | zapłacił               | [ʐäˈpwät͡ɕiw]       | Ele pagou        | Alguns alto-falantes. É o resultado da hipercorreção da fusão mais popular de /ʐ/ e /z/ em [z̪]. |
| Russo             | Russo                          | жена                   | [ʐɨ̞ˈna]ⓘ           | Esposa           | |
| Servo-croata      | Servo-croata                   | жут / žut              | [ʐûːt̪]             | Amarelo          | Normalmente transcrito como /ʒ/. |
| Eslovaco          | Eslovaco                       | žaba                   | [ˈʐäbä]            | Sapo             | |
| Espanhol          | Andino                         | marrón, ratón          | [maˈʐon], [ʐa'ton] | Marrom, rato     | |
| Zapoteco          | Tilquiapano                    | ?                      | [ʐan]              | Inferior         | |
| Torwali           | Torwali                        | ݜوڙ                    | [ʂuʐ]              | Estreito         | |
| Ubykh             | Ubykh                          | [ʐa]                   | [ʐa]               | Lenha            | |
| Alto sorábio      | Alguns dialetos                | [ exemplo necessário ] |                    |                  | Usado em dialetos falados nas aldeias ao norte de Hoyerswerda; corresponde a [ʒ] no idioma padrão. |
| Vietnamita        | Dialetos do sul                | rô                     | [ʐow]              | Diamante         | |
| Sueco             | Dialetos centrais              | fri                    | [fʐi]              | Livre            | Alofone de /ɹ/. Também pode ser pronunciado como [r] ou [ɾ]. |
| Yi                | Yi                             | ꏜ ry                  | [ʐʐ̩˧]              | Grama            | |